# PARD3
PARD3‏ (Par-3 family cell polarity regulator) هوَ بروتين يُشَفر بواسطة جين PARD3 في الإنسان.